# Bjarne Jensen (analytiker)
 Der er flere personer med dette navn, se Bjarne Jensen.
Bjarne Jensen (født 15. september 1946 i Serritslev) er direktør i Fondsmæglerselskabet StockRate.
Jensen er uddannet HD i regnskab og begyndte sin karriere som fuldmægtig i ATP i 1968. Han var en overgang underviser ved Handelshøjskolen i København, men kom i begyndelsen af 1970'erne til Danske Bank, hvor han blev ansat i afdelingen for handel med værdipapirer. Da han i 1987 stoppede i banken var det som vicedirektør og leder af værdipapirområdet i banken. 
I 1987 etablerede han børsmæglerselskabet ScanBroker. Selskabet blev senere afviklet som følge af et samarbejde med et japansk børsmæglerselskab, der ikke levede op til sine forpligtelser. Senere har også fungeret som rådgiver for flere danske investeringsforeninger, bl.a. Sparinvests Danske Provinsbanker.
I perioden 1993-2009 drev han konsulentvirksomheden Bjarne Jensen Consult, der specialiserede sig i den finansielle sektor i Norden med rådgivning til bankledelser og udviklingen i den nordiske finansielle sektor. Virksomheden udgav bl.a. to årlige rapporter om resultatudviklingen i en lang række nordiske banker samt en månedlig udgivelse af nyhedsbrevet Bankinfo.
I medierne anvendes Bjarne Jensen ofte som analytiker og kommentator i finansielle spørgsmål.
I 2008 etablerede Bjarne Jensen Fondsmæglerselskabet StockRate Asset Management, der rådgiver om investering i værdipapirer og sammensætning af porteføljer på globalt plan. Det sker bl.a. med udgangspunkt i StockR8, som er en investeringsmodel, som Bjarne Jensen har opbygget gennem en lang årrække. I januar 2010 overtog han direktørposten i Fondsmæglerselskabet.
|  | Artiklen om Bjarne Jensen (analytiker) kan blive bedre, hvis der indsættes et (bedre) billede Du kan hjælpe ved at afsøge Wikimedia Commons for et passende billede eller uploade et godt billede til Wikimedia Commons iht. de tilladte licenser og indsætte det i artiklen. |